# ゾーイ・カザン
ゾーイ・カザン（Zoe Kazan、1983年9月9日 - ）は、アメリカ合衆国の女優、脚本家。祖父は映画監督のエリア・カザン。

## 略歴
出生地はアメリカ合衆国カリフォルニア州ロサンゼルスであり、父親はニコラス・カザン、母親はロビン・スウィコードで、両親共に脚本家。妹は女優のマヤ・カザン。祖父は、映画『紳士協定』、『欲望という名の電車』などで知られる映画監督エリア・カザン、祖母は劇作家モリー・カザン（旧姓サッチャー）(Molly Kazan)である。また、祖母モリー・カザンを通して政治家ロジャー・シャーマン、古典学者トーマス・アンソニー・サッチャー、イェール大学総長ジェレマイア・デイの子孫。
ギリシャ系の流れを汲む。イェール大学で学び、2005年に演劇の学士号を取得。 ブロードウェイの舞台で活動し、2010年にはマーティン・マクドナーの戯曲『スポケーンの左手』初演でクリストファー・ウォーケンらと共演している。現在は、ニューヨークを根拠地としている。
2009年、ナンシー・マイヤーズ監督のコメディ映画『恋するベーカリー』に出演、メリル・ストリープの娘ギャビーを演じた。2010年公開のジョシュ・ラドナー監督のコメディ映画『ハッピーサンキューモアプリーズ』でメインキャストとして出演した。2012年に公開されたジョナサン・デイトンとヴァレリー・ファリスが監督を務めたロマンス映画『ルビー・スパークス』で脚本を担当、主演した。
『ルビー・スパークス』で共演した俳優ポール・ダノと長年交際しており、2018年8月にはダノとの間に女児が生まれている。

## フィルモグラフィ

### 映画
| 公開年 | 日本語題 原題                                                  | 役名                   | 備考               | 日本語吹き替え     |
| ------ | -------------------------------------------------------------- | ---------------------- | ------------------ | ------------------ |
| 2007   | マイ・ライフ、マイ・ファミリー The Savages                     | 学生                   |                    |                    |
| 2007   | Fracture                                                       | モナ                   |                    | N/A                |
| 2007   | 告発のとき In the Valley of Elah                               | アンジー               |                    | TBA                |
| 2008   | ライフ・ドア 黄昏のウォール街 August                           | 従業員                 |                    | TBA                |
| 2008   | 僕と彼女とオーソン・ウェルズ Me and Orson Welles               | グレタ・アドラー       |                    | （吹き替え版なし） |
| 2008   | レボリューショナリー・ロード/燃え尽きるまで Revolutionary Road | モーリーン・グラブ     |                    | TBA                |
| 2009   | The Exploding Girl                                             | アイヴィー             |                    | N/A                |
| 2009   | 50歳の恋愛白書 TheThe Private Lives of Pippa Lee               | グレイス・リー         |                    | TBA                |
| 2009   | I Hate Valentine's Day                                         | タミー・グリーンウッド |                    | N/A                |
| 2009   | 恋するベーカリー It's Complicated                              | ギャビー               |                    | うえだ星子         |
| 2010   | ハッピーサンキューモアプリーズ happythankyoumoreplease         | メアリー・キャサリン   |                    | （吹き替え版なし） |
| 2010   | Meek's Cutoff                                                  | ミリー                 |                    | N/A                |
| 2012   | ルビー・スパークス Ruby Sparks                                 | ルビー・スパークス     | 兼脚本・製作総指揮 | 木下紗華           |
| 2013   | プリティ・ワン たったひとつの恋とウソ。 The Pretty One         | ローレル、オードリー   |                    | 小清水亜美         |
| 2013   | もしも君に恋したら。 The F Word / What If                      | シャントリー           |                    | （吹き替え版なし） |
| 2014   | イン・ユア・アイズ 近くて遠い恋人たち In Your Eyes             | レベッカ・ポーター     |                    | （吹き替え版なし） |
| 2015   | 選挙の勝ち方教えます Our Brand Is Crisis                       |                        |                    | TBA                |
| 2016   | ザ・モンスター The Monster                                     | キャシー               |                    | （吹き替え版なし） |
| 2017   | ビッグ・シック ぼくたちの大いなる目ざめ The Big Sick           | エミリー               |                    | （吹き替え版なし） |
| 2018   | バスターのバラード The Ballad of Buster Scruggs                | アリス                 |                    | 清水理沙           |
| 2018   | ワイルドライフ Wildlife                                        | 非出演作               | 脚本・製作総指揮   | N/A                |
| 2019   | ニューヨーク 親切なロシア料理店 The Kindness of Strangers      | クララ                 |                    | （吹き替え版なし） |
| 2022   | SHE SAID/シー・セッド その名を暴け She Said                    | ジョディ・カンター     |                    | 小松由佳           |

### テレビシリーズ
| 公開年  | 日本語題 原題                                           | 役名           | 備考                                      | 日本語吹き替え     |
| ------- | ------------------------------------------------------- | -------------- | ----------------------------------------- | ------------------ |
| 2007    | ミディアム 霊能者アリソン・デュボア Medium              | イジー         | 第3シーズン第15話「残酷な青春」           |                    |
| 2014    | オリーヴ・キタリッジ Olive Kitteridge                   | デニース       | ミニシリーズ 計2話出演                    | （吹き替え版なし） |
| 2017-18 | DEUCE/ポルノストリート in NY The Deuce                  | Andrea Martino | 計8話出演                                 |                    |
| 2020    | プロット・アゲンスト・アメリカ The Plot Against America | ベス・レヴィン | ミニシリーズ 計6話出演                    | （吹き替え版なし） |
| 2021    | クリックベイト Clickbait                                | ピア           | Netflixオリジナル・ミニシリーズ 計8話出演 | 清水理沙           |